# Cloacimonadota
Cloacimonadota o Cloacimonetes es un filo candidato de bacterias recientemente propuesto, que probablemente realiza la simbiosis metabólica (sintrofía). Previamente se conocía como filo candidato WWE1. Los análisis géneticos han identificado los genes responsables de la degradación sintrófica del propanoato. La tasa de crecimiento de esta bacteria en sustratos compuestos de propanoato es extremadamente baja, pero la incorporación en los cultivos de las especies Proteiniphilum acetatigenes y Methanobacterium formicicum acelera la degradación del propanoato, aunque el mecanismo responsable todavía no ha sido identificado. Cloacimonadota forma parte del grupo FCB junto a otros filos de bacterias relacionados.